# Rhynchina rudolfmayerli
Rhynchina rudolfmayerli är en fjärilsart som beskrevs av Barbara Mayerl 1998. Rhynchina rudolfmayerli ingår i släktet Rhynchina och familjen nattflyn. Inga underarter finns listade.